# Комаровка (приток Лымбельки)

Комаровка — река в России, протекает в Томской области. Устье реки находится в 215 км по правому берегу реки Лымбелька. Длина реки составляет 25 км.

## Данные водного реестра
По данным государственного водного реестра России относится к Верхнеобскому бассейновому округу, водохозяйственный участок реки — Обь от впадения реки Васюган до впадения реки Вах, речной подбассейн реки — Васюган. Речной бассейн реки — (Верхняя) Обь до впадения Иртыша.